# Chernihivske
Chernihivske (ucraïnès: Чернігівське) és una marca de cervesa lager produïda a Ucraïna. Prové de la ciutat ucraïnesa de Txerníhiv. La cervesa es va elaborar per primera vegada l'any 1988 com a obsequi per celebrar el 1.300 aniversari de la ciutat.
La marca rep el seu nom de la ciutat de Txerníhiv, on es va crear inicialment. Actualement, la cervesa es produeix a tres cerveseries d'Ucraïna, ubicades a Txerníhiv, Khàrkiv i Mikolaiv. Actualment, les cerveseries són propietat de SUN InBev Ukraine, una filial d'AB InBev.

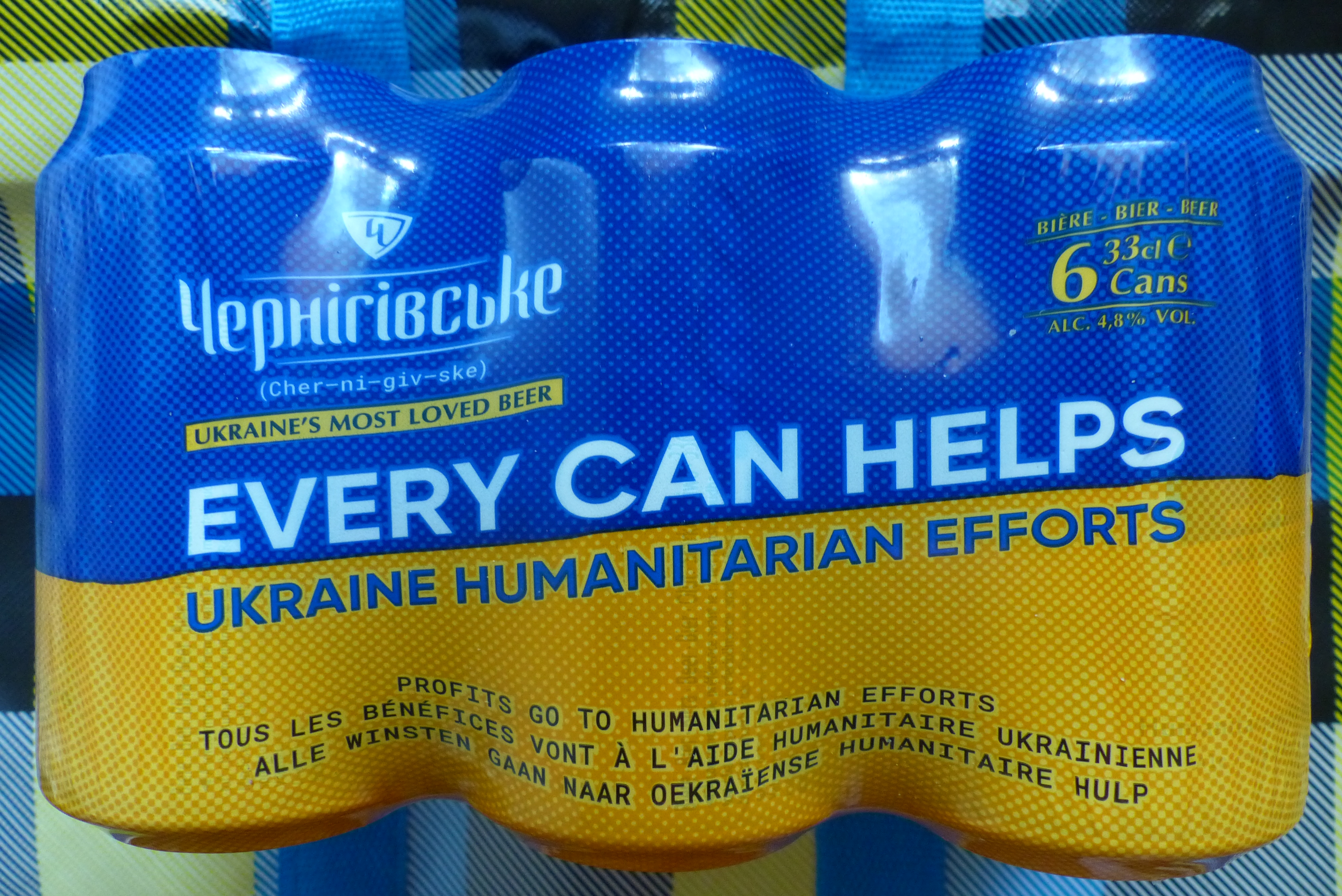
Paquet de llaunes de cervesa, els beneficis de les quals es destinen a donar suport als esforços d'ajuda humanitària a Ucraïna

L'abril de 2022, AB InBev va anunciar que elaboraria Chernihivske a diversos països, inclosos els Estats Units, el Regne Unit, els Països Baixos, el Canadà, Brasil, Itàlia, Bèlgica i Alemanya, i que els beneficis es destinarien a donar suport als esforços d'ajuda humanitària a Ucraïna després de la invasió russa de 2022.

## Història
La cerveseria Chernihiv Desna va ser construïda l'any 1976 amb tecnologies txeques. Chernihivske va ser la primera cervesa de l'URSS, la recepta es va desenvolupar segons els estàndards europeus.
Amb l'inici de la privatització de la propietat de l'estat, l'empresa va ser llogada inicialment i posteriorment privatitzada pel col·lectiu laboral. Des de la dècada de 1990, la cerveseria va començar a cooperar amb la cervesera belga Interbrew, que, mitjançant la recompra d'accions, va augmentar gradualment la seva quota de propietat entre els actius de l'empresa.
Ja l'any 1996, la filial d'Interbrew, l'empresa holandesa Interbrew Holding BV, concentrava una participació de control a la cerveseria Desna. L'aplicació directa dels drets de propietat de la cerveseria es realitza a través de la filial SUN InBev Ukraine, que, després d'una sèrie de fusions i adquisicions, va passar a formar part de l'estructura d'Anheuser-Busch InBev, el fabricant de cervesa més gran del món.
L'any 2006, l'empresa SUN Interbrew Ukraine (antiga SUN InBev Ukraine) es va reorganitzar en una societat anònima oberta.
El 2010, Chernihivske va ser el patrocinador oficial de la Copa del Món de futbol de 2010, la qual es va celebrar a Ucraïna.
El 2022 degut a la invasió russa d'Ucraïna, l'empresa va romandra tancada durant més de mig any i va patir danys materials, causats per un bombardeig.